# Kengkou, Dinghu
Kengkou (kinesiska: 坑口) är ett stadsdelsdistrikt i sydöstra Kina. Det ligger i stadsdistriktet Dinghu i staden Zhaoqing i provinsen Guangdong, omkring 72 kilometer väster om provinshuvudstaden Guangzhou. Antalet invånare är 22 406. Befolkningen består av 10 256 kvinnor och 12 150 män. Barn under 15 år utgör 15,0 %, vuxna 15-64 år 78 %, och äldre över 65 år 5,0 %.